# Vane Pennell
Vane Hungerford Pennell (Kensington, 14 settembre 1886 – Bournemouth, 17 giugno 1939) è stato un tennista britannico.
Ha partecipato alle Olimpiadi di Londra del 1908 nella specialità della pallacorda (o "jeu de paume"), perdendo nei quarti di finale contro Jay Gould e nella specialità del racquets, vincendo la medaglia d'oro nel doppio insieme a John Jacob Astor.

## Palmarès
- Olimpiadi

Londra 1908: oro nel doppio maschile specialità racquets.